# San Cristóbal (Medellín)
San Cristóbal es uno de los 5 corregimientos (divisiones de la zona rural) del municipio de Medellín. El Corregimiento limita por el norte con el municipio de Bello, por el oriente con el perímetro urbano de Medellín, por el sur con los corregimientos de Altavista y San Antonio de Prado y por el occidente con el corregimiento de Palmitas. La cabecera del corregimiento se encuentra a 11 kilómetros del centro de la ciudad de Medellín.

## Historia
San Cristóbal fue fundado en el año de 1752 por Doña Ana de Heredia. San Cristóbal surgió como una población de paso entre dos centros administrativos y económicos de gran importancia durante la colonia, Santa Fe de Antioquia y Rionegro; recibiendo el nombre de “El Reposadero”.
También se le denominó "La Culata" por la ubicación de la iglesia que da su frente a Santa Fe de Antioquia y no a Medellín.
En 1770 se solicitó la creación de una parroquia, la cual se hizo efectiva en marzo de 1771, este hecho convirtió a “San Cristóbal” en la primera parroquia segregada de Medellín.
Hacia 1778 San Cristóbal aparece como Distrito Parroquial, sin que se conozca documento que lo constituye como tal. En los censos realizados en 1820 y 1825 aparece también como Distrito, el único documento donde consta este hecho es de 1853 y es la Ordenanza 13 del 15 de diciembre de ese año.
Diez años más tarde la legislación de Antioquia le quita la categoría de Distrito y lo convierte en Aldea en mayo de 1863. En 1864 recupera su título de Distrito, el mismo que pierde en 1865. Desde entonces pertenece a Medellín en calidad de corregimiento.
El auge económico y social que tuvo San Cristóbal como producto del constante flujo de productos y mercancías entre las tres ciudades más importantes del Departamento de Antioquia, comenzó a verse afectado a comienzos del siglo XX, cuando el sector minero entra en decadencia y con este Santa Fe de Antioquia, Rionegro y las demás poblaciones que giraban en torno a ellos. Se consolida Medellín como el principal centro económico, político y social de Antioquia, y hacia allí empiezan a migrar gentes de pueblos y aldeas, entre ellos los habitantes de San Cristóbal.
En 1940 en Medellín y como resultado del crecimiento industrial, se incrementa la actividad edificadora dando origen a una gran demanda de materiales para la construcción. Estos abundaban en San Cristóbal, que se transformó entonces, en el principal abastecedor de materiales minerales (arena y cascajo). También se perfila desde esa época como un importante productor agrícola, características que aún conserva. El Corregimiento fue protocolizado mediante Acuerdo Municipal 052 de 1963.
El relativo aislamiento, que experimentó San Cristóbal, cuando perdió su condición de paso obligado al occidente del Departamento de Antioquia, con la consolidación de la primera vía al mar, le garantizó un crecimiento orgánico al interior de su sector urbano y rural, situación que está cambiando con la aparición de la nueva vía al mar y del Túnel de Occidente, cuyo portal oriental está localizado en la Vereda Naranjal y está generando un nuevo ordenamiento en el Corregimiento.

## Geografía
El área total de San Cristóbal es de 49.54 km² (4.954 ha). El territorio de San Cristóbal, como parte de la vertiente occidental de la cordillera central, posee un relieve quebrado de cañones intramontañosos que conforman un sistema de pequeños valles longitudinales. Alturas comprendidas entre 1800 y 3000 m s. n. m. dando origen a los pisos térmicos templado y frío y temperatura de 8 a 21 °C. Precipitación promedio anual de 1.668 mm.
La principal cuenca hidrográfica del corregimiento es la Quebrada La Iguaná que cruza todo el territorio en dirección occidente-oriente y cuenta con numerosos afluentes que le llegan de las montañas.

## División Territorial
El Corregimiento está conformado por 6 centros poblados y 17 veredas:
| San Cristóbal | Centros poblados | Veredas |
| ------------- | --- | --- |
| San Cristóbal | - El Llano - La Loma (tiene relación con *San Javier La Loma*) - La Palma - Pajarito - Pedregal Alto - San Cristóbal | San José de la Montaña, Naranjal, El Yolombo, La Ilusión, Las Playas, El Uvito, El Carmelo, La Cuchilla, El Picacho, Travesías, Boquerón, El Patio. |

## Demografía
De acuerdo con las cifras presentadas por el Anuario Estadístico de Medellín de 2005, San Cristóbal cuenta con una población de 34,877 habitantes, de los cuales 16,974 son hombres y 17,903 son mujeres. San Cristóbal es el segundo corregimiento más poblado de Medellín después de San Antonio de Prado y cuenta con una densidad de 704 hab./km².
Según las cifras presentadas por la Encuesta Calidad de Vida 2005 el estrato socioeconómico que predomina en San Cristóbal es el 2 (bajo), el cual comprende el 62,6 % de las viviendas; seguido por el estrato 3 (medio-bajo), que corresponde al 25,4 %; y por último le sigue el estrato 1 (bajo-bajo) con el 12 %.

## Economía
La principal actividad económica del corregimiento se centra en el cultivo de flores, hortalizas, plátano y monocultivos de tomate de árbol. Considerado el principal hortícola del municipio de Medellín, donde se cultiva en rotación lechuga, zanahoria, remolacha, repollo, cebolla, apio, rábano, durazno y breva. Las actividades pecuarias son otro factor importante en la economía del corregimiento. En el corregimiento abundan cantidades apreciables de material de construcción, por lo cual se encuentran fábricas de ladrillos.
En San Cristóbal se encuentra una diversidad de productos con los que se hace un aprovechamiento intensivo y rotación de la tierra, mediante pequeños cultivos divididos en áreas, que en su mayoría, según informe de Secretaria de Desarrollo Comunitario, oscilan entre los 1,5 por 15,5 metros Los principales productos cultivados en la región son las hortalizas, las flores y en menor proporción las frutas y las aromáticas.
Dentro de las hortalizas destacan el Cilantro, la Remolacha, la Cebolla junca, el Repollo, la Cebolla de huevo, el Apio, la Lechuga, la Espinaca, la Arveja, el Pimentón, el Ajo, la Zanahoria, la Coliflor, el Rábano, la Col, el Pepino Cohombro, el Ají, el Perejil, la Borraja, la Habichuela, el Orégano y el Tomate.
Los cultivos de flores en San Cristóbal son de Pompon, Pinocho, Aster, Clavellina, Azucena, Soliaster, Estátice (Éxtasis), Gladiolo, Girasol, Gisófila, Gladiolo, Crisantemo, Astromelia, Caspia y Cartucho. Estos cultivos se encuentran en un proceso de expansión en la región, en especial bajo la forma de pequeños monocultivos ya que una de las ventajas es la regularidad de sus cosechas,el constante aumento de la demanda en épocas como la Semana Santa, el día de la madre, el día de amor y amistad, el día de los difuntos, la feria de flores entre otros y a que en algunas ocasiones del año el costo de los cultivos de Hortalizas es muy bajo.
También se encuentra en menor proporción cultivos de frutales principalmente de tomate de árbol, de mora y de fresa, que tienden a ser reemplazados por las hortalizas y cultivos de aromáticas tales como albahaca, cidrón, caléndula, clavo y manzanilla, entre otras.

## Transporte
El Corregimiento cuenta con dos rutas de transporte que lo comunican al centro de Medellín, una de las empresas cubre la ruta por la carretera al mar con dos modalidades; el bus tradicional y la buseta colectivo 255, la otra empresa cubre la ruta por la vía San Javier – La Loma con la modalidad de busetas colectivo. También se cuenta con transportadores independientes que cubren las rutas San Cristóbal con las veredas. El servicio es prestado en vehículos particulares tipo campero, los cuales se estacionan en el parque principal de la Cabecera.

## Sitios de interés

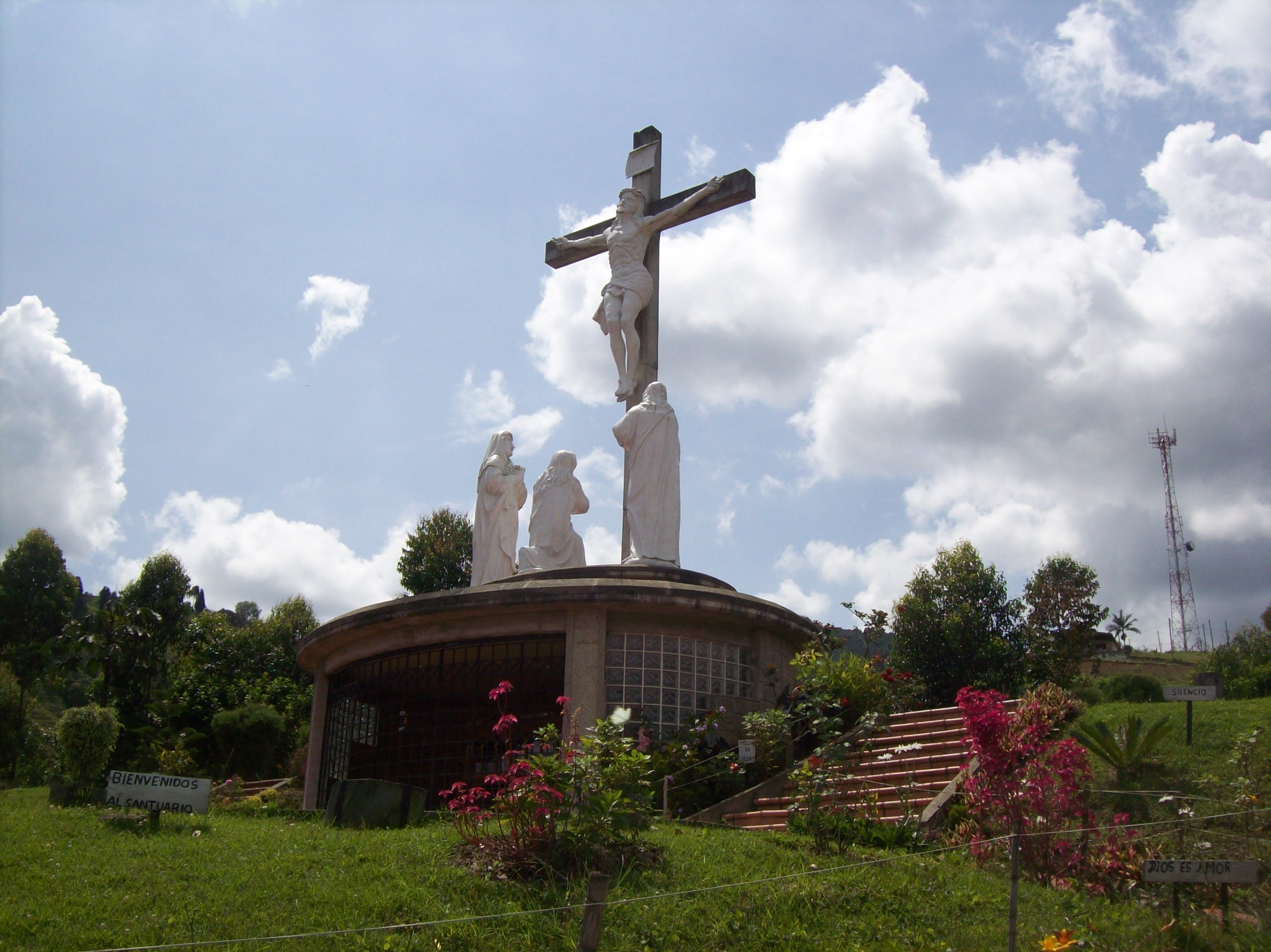
Cristo del Pajonal

- Iglesia de San Cristóbal: también es conocido como la Culata, porque la Iglesia está de espaldas a la ciudad de Medellín, pero le daba el frente a Santa Fe de Antioquia, capital del departamento en la época de construcción de la iglesia.

- Cerro El Picacho y el monumento ubicado en él (límite a la Comuna 6 - Doce de Octubre)

- Camino del Virrey: Este camino ha recibido varios nombres; Camino Viejo, Camino Oficial o del Gobierno, Camino Real, Panamericana Indígena. Durante más de 300 años este camino fue transitado por indígenas, colonizadores y arrieros, pues comunicaba la ciudad madre Santa Fe de Antioquia con lo que hoy conocemos como Medellín y el sur del país.

- Cristo del Pajonal: Monumento construido, ubicado y restaurado el 10 de marzo de 2005 durante la administración Gallego, se encuentra junto a la carretera en las afueras del centro poblado del corregimiento.

- Cueva del Indio: Según los lugareños, la cueva comunica una vereda con otra, curiosamente y a simple vista parece que solo fuera una pequeña cueva construida por algún animal. Cerca de la Cueva del Indio se han encontrado varias “guacas” que han sido extraídas por la gente de la región.

- San Cristóbal cuenta con variedad de chorros, caídas y cascadas rodeadas de diversidad de vegetación nativa. Estos atractivos son ideales para la práctica de rapel y cañonismo, deportes que se practican con cuerdas, equipos y guías profesionales.

- Parque Biblioteca  Fernando Botero: Este centro cultural fue construido en el 2011. El nombre del Parque Biblioteca fue elegido en la Mesa de Trabajo, en honor al Maestro Fernando Botero. Cuenta con servicios de información que incluye la  biblioteca, salas de consulta, bases de datos por catálogo, libros digitales, préstamo, servicios digitales y  salas mediáticas. Servicios para la promoción y formación artística. Articulación a la Casa de la Cultura que recoge las manifestaciones de los grupos y actores culturales, como la Escuela de Música, la Red de Danza, la Red de Artes Visuales, la sala de artes plásticas y aplicadas, el salón de artistas y el teatro. Y los servicios sociales que incluyen la Sala Mi Corregimiento que trabaja la información local,  la participación ciudadana, la memoria y el patrimonio, además de  la ludoteca y otros programas ocasionales que se programen.

## Aspectos hidrográficos
El corregimiento de San Cristóbal cuenta con las siguientes cuencas hidrográficas: San Francisca, La puerta o arenera, La lejía, Cinco pasos, El patio, El Uvito, La tenche, La culebra, La Iguaná , La seca, El limo, la corcovada, Malpaso, la madera, la guayaba, honda, aguas frías, la potrera, la bermejala, la ronda, la carmelita, la sopera, la popa, la loma, peña baja, aguada, la manuela.
Una de las principales características en el aspecto biofísico del corregimiento, es su riqueza hídrica que ha permitido el desarrollo de la agricultura para la cual los sistemas de riego son uno de los pilares fundamentales para su sostenimiento.
La cuenca más importante del corregimiento es la Iguaná, está ubicada en la zona Centro-Occidental del Valle de Aburrá. Limita al norte con la cuenca de la quebrada Malpaso, al Nor-occidente con la cuchilla las Baldías, que la separa de la quebrada el Hato del municipio de Bello, al occidente con la divisoria de aguas de la cordillera El Frisol y la quebrada La Frisola hasta el cerro del padre Amaya, al Sur-occidente con el alto el Astillero y la cuchilla los Arrayanes, por el Sur limita con la cuenca de la quebrada La Hueso y al Oriente con el río Medellín.
Además de la Iguaná y sus Afluentes, encontramos en el costado norte del corregimiento las quebradas La Malpaso, La Quintana y  La Madera, que son afluentes del Río Medellín, al igual que La Hueso en el costado sur que recibe a El Salado y a La Leonarda, sobre esta última el Instituto Mi Río expone que: “La Leonarda: nace en la cota 2030 con una longitud de 4,2 km. y desemboca en la cota 1580, atraviesa los sectores subnormales de Loma Vicente Ferrer y Barrio Nuevo. La mayor parte de su recorrido está en cauce natural, con algunas obras civiles sobre la quebrada como puentes peatonales y viales.